# Stone butch
Una stone butch es una lesbiana que tiene una presentación de género butch, o de masculinidad tradicional, y que además no permite que otra persona estimule sus genitales durante la actividad sexual.

## Etimología e historia
El término stone butch se popularizó gracias a la novela Stone Butch Blues de Leslie Feinberg de 1993, que narra la experiencia de la protagonista en la comunidad lésbica. Gran parte de la novela se centra en los desafíos de ser butch y sentirse atraída por las mujeres, y los desafíos de ser una persona lesbiana con una expresión de género masculina.
Bonnie Zimmerman documenta el uso del término para referirse a una lesbiana que «no se deja tocar durante el acto sexual», pero que puede experimentar placer sexual indirecto a partir del disfrute de su pareja. Zimmerman señala que esto puede haber sido particularmente frecuente en los años 1940 y 1950.

## Papel social
El término stone butch también se ha utilizado en referencia a una subcultura o conjunto de comportamientos, en contraposición a una declaración sobre el comportamiento de una persona durante un encuentro sexual. En este contexto, stone butch se considera lo opuesto a los atributos de "femme" o "high femme", aunque una persona puede sentirse identificada con características de varias categorías.
La identidad de una stone butch puede superponerse con las expresiones de género de  identidades de género no binarias e identidades transmasculinas entre lesbianas. La socióloga Sara Crawley ha escrito que, si bien las identidades stone butch y trans masculina pueden compartir características significativas, la principal distinción entre ambas es que el identificarse como lesbiana prioriza comunicar esa identidad a un colectivo sáfico, mientras que una persona transmasculina no dirige esa identidad hacia ningún colectivo en concreto. De manera similar, Jack Halberstam ha contextualizado las identidades stone butch como una de las muchas posibilidades de masculinidad femenina distintas.